# Simone Bauer
Simone Bauer (ur. 12 listopada 1973 w Wertheim) – niemiecka florecistka, trzykrotna medalistka mistrzostw świata.
W 1989 roku zdobyła indywidualnie srebrny medal na mistrzostwach świata kadetów w Lizbonie. Wynik ten powtórzyła na rozgrywanych rok później mistrzostwach świata kadetów w Lizbonie. Zdobyła ponadto brązowy medal na mistrzostwach świata juniorów w Istambule w 1991 roku.
Podczas mistrzostw świata w Essen w 1993 roku wywalczyła indywidualnie brązowy medal. Wyprzedziły ją jedynie Włoszka Francesca Bortolozzi i Węgierka Aida Mohamed. Na tej samej imprezie Niemki w składzie: Zita-Eva Funkenhauser, Anja Fichtel-Mauritz, Sabine Bau, Simone Bauer i Monika Weber zdobyły złoto w turnieju drużynowym. Wynik ten Niemki z Bauer w składzie powtórzyły na mistrzostwach świata w Seulu w 1999 roku.
Wystartowała na igrzyskach olimpijskich w Atenach w 2004 roku, gdzie w turnieju indywidualnym zajęła czternaste miejsce. Był to jej jedyny start olimpijski.